# Famille Orio
 (juillet 2024).
La famille Orio est une famille patricienne de Venise, originaire de Altino. Elle donna des tribuns à Venise.

## Historique
Une partie est exclue du Maggior Consiglio à sa clôture en 1297.
Le gouvernement impérial autrichien confirma par Résolution Souveraine le 1er décembre 1817 la noblesse de la branche d' Angelo Maria, le 1er juin 1818 de la branche de Angelo Baldassare et les 18 décembre 1817 et 28 décembre 1818 des branches issue d' Alvise.

## Armes

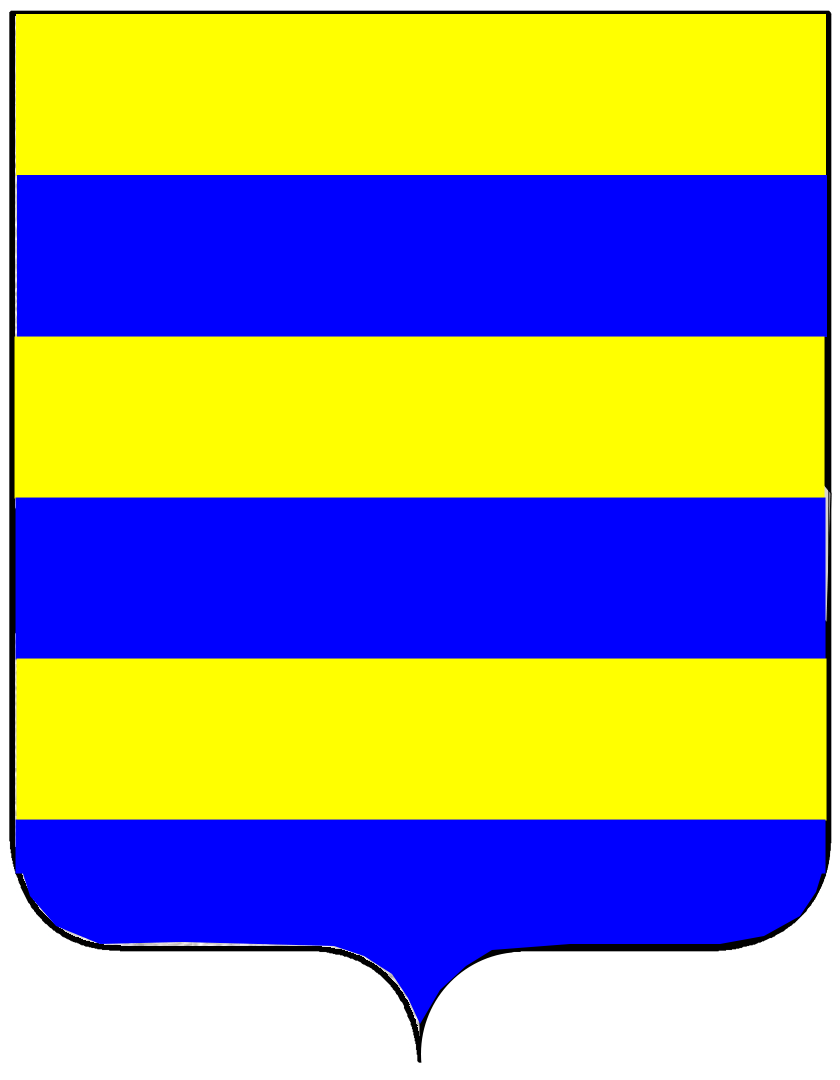
Les armes des Orio

Les armes des Orio : facè d'or et d'azur.